# Blacklight (película)
Blacklight es una película de acción estadounidense de 2022 dirigida y coescrita por Mark Williams. La película está protagonizada por Liam Neeson como un agente del FBI que se involucra en una conspiración del gobierno; Emmy Raver-Lampman, Taylor John Smith y Aidan Quinn también protagonizan. Blacklight fue estrenada en los Estados Unidos por Open Road Films y Briarcliff Entertainment el 11 de febrero de 2022 y recibió reseñas negativas de los críticos.

## Reparto
- Liam Neeson como Travis Block[2][3]
- Aidan Quinn[4] como Gabriel Robinson
- Emmy Raver-Lampman como Mira Jones
- Claire van der Boom como Amanda Block
- Tim Draxl como Drew Hawthorne
- Taylor John Smith[4] como Dusty Crane
- Yael Stone como Helen Davidson

## Producción
La fotografía principal de la película comenzó en noviembre de 2020 en Melbourne, Australia. En enero de 2021 se anunció que se filmaría una escena de persecución de automóviles en Canberra.

## Estreno
Blacklight fue estrenada en los Estados Unidos por Open Road Films y Briarcliff Entertainment el 11 de febrero de 2022.